# Dolly (prikolica)
Dolly je prikolica brez pogona, v bistvu samo šasija prikolice. Na dolly prikolice se lahko namesti keson, zabojnike ali pa drugo opremo. Lahko pa se tudi uporabljajo za podpiranje polpriklopnikov npr. cestni vlak v Avstraliji.